# Scare quotes

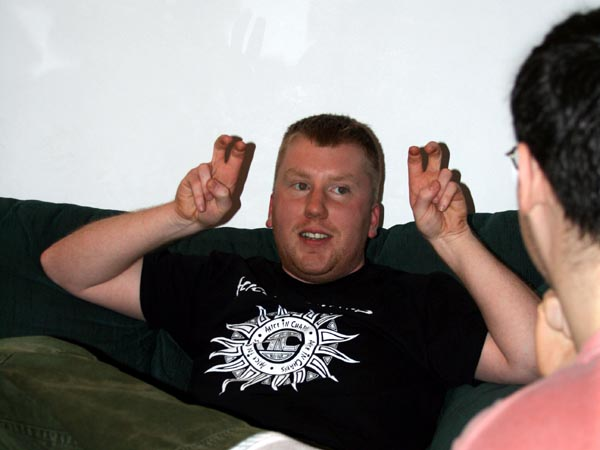
Personen på bilden gör "scare quotes" med händerna.

Scare quotes är ett uttryck som ungefärligen betyder att man i en text sätter citationstecken runt en term eller ett uttryck som inte är ett citat. Genom att sätta något inom citationstecken kan författaren frånsäga sig ansvaret för termen eller uttrycket. 
Det kan användas av många anledningar, exempelvis för att beteckna ironi eller upplysa andra om att uttrycket används på ett ovanligt sätt. Överdriven användning kan uppfattas som sarkasm.